# Serramanna
Serramanna es un municipio de Italia de 9.328 habitantes en la provincia de Cerdeña del Sur, región de Cerdeña.

## Evolución demográfica
| Gráfica de evolución demográfica de Serramanna entre 1861 y 2001 |
|                                                                  |
| Fuente ISTAT - Elaboración gráfica de Wikipedia                  |

## Galería fotográfica

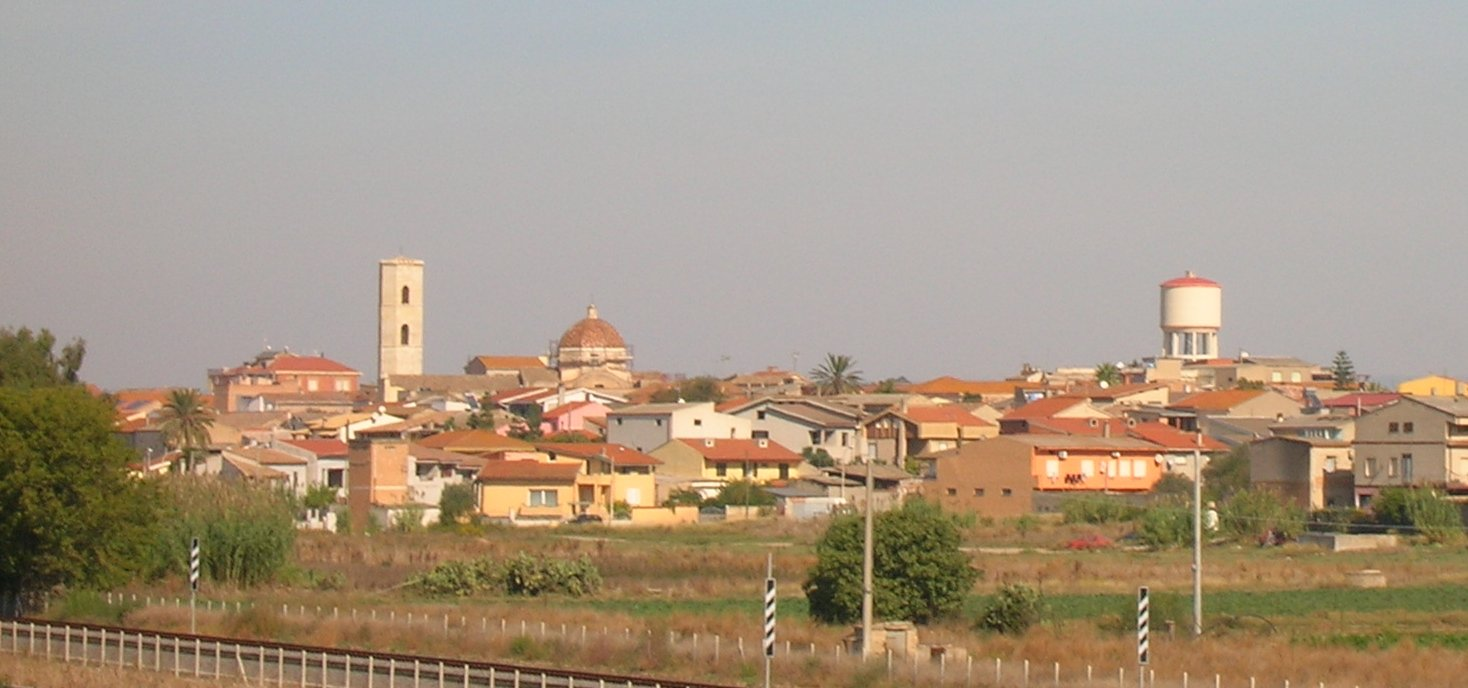
Localidad de Serramanna.
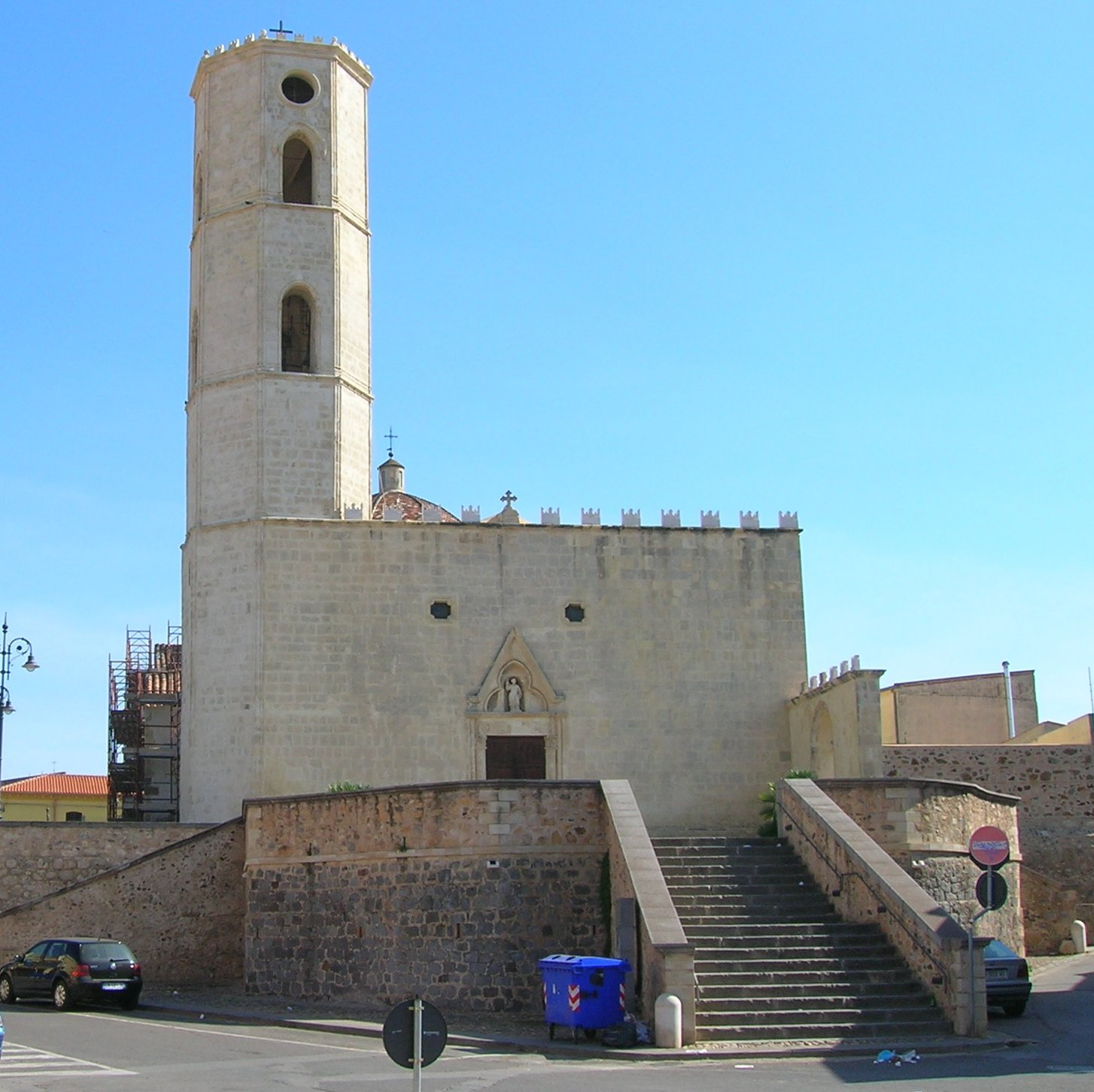
Basílica de San Leonardo.
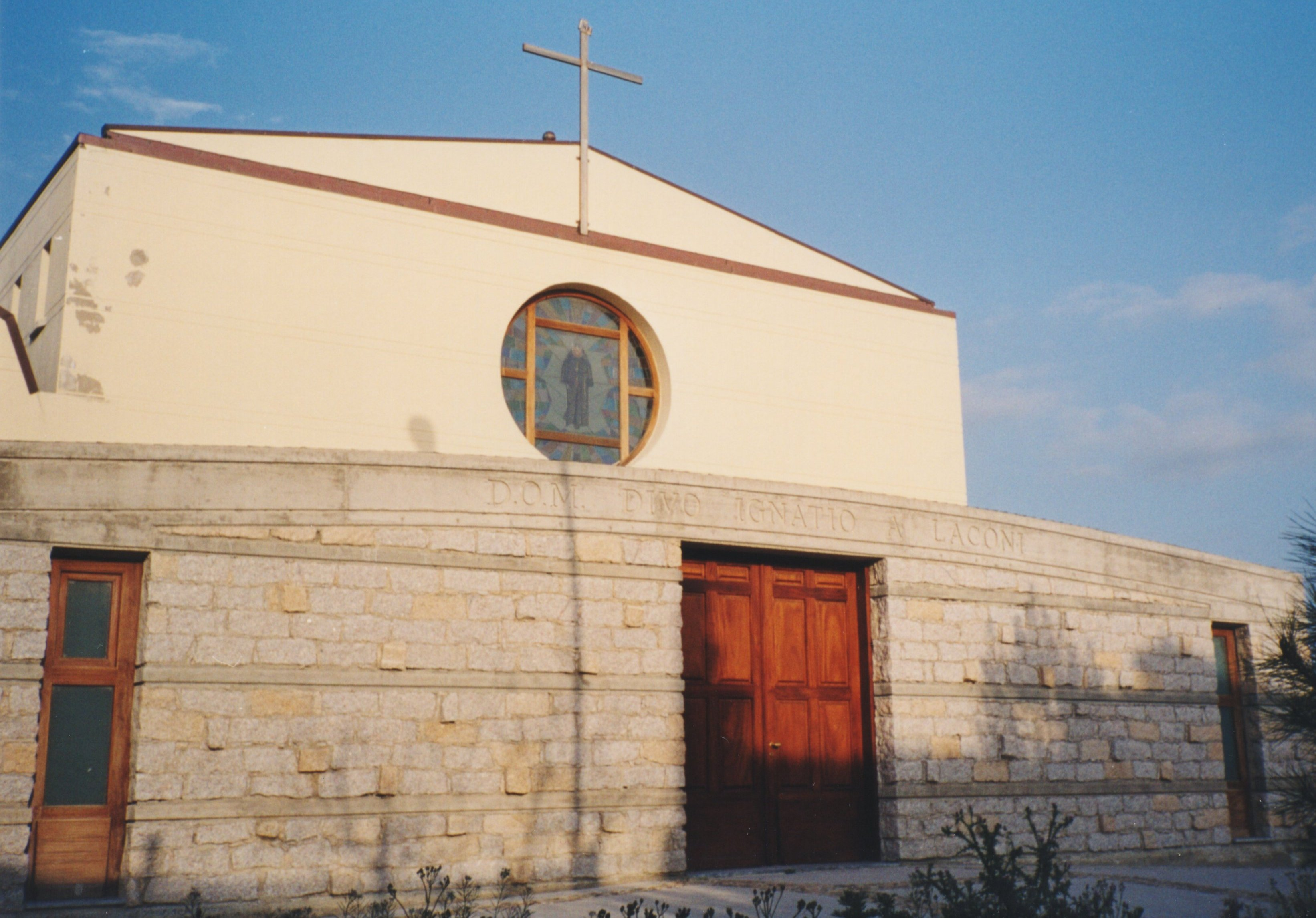
Iglesia de Sant'Ignazio.
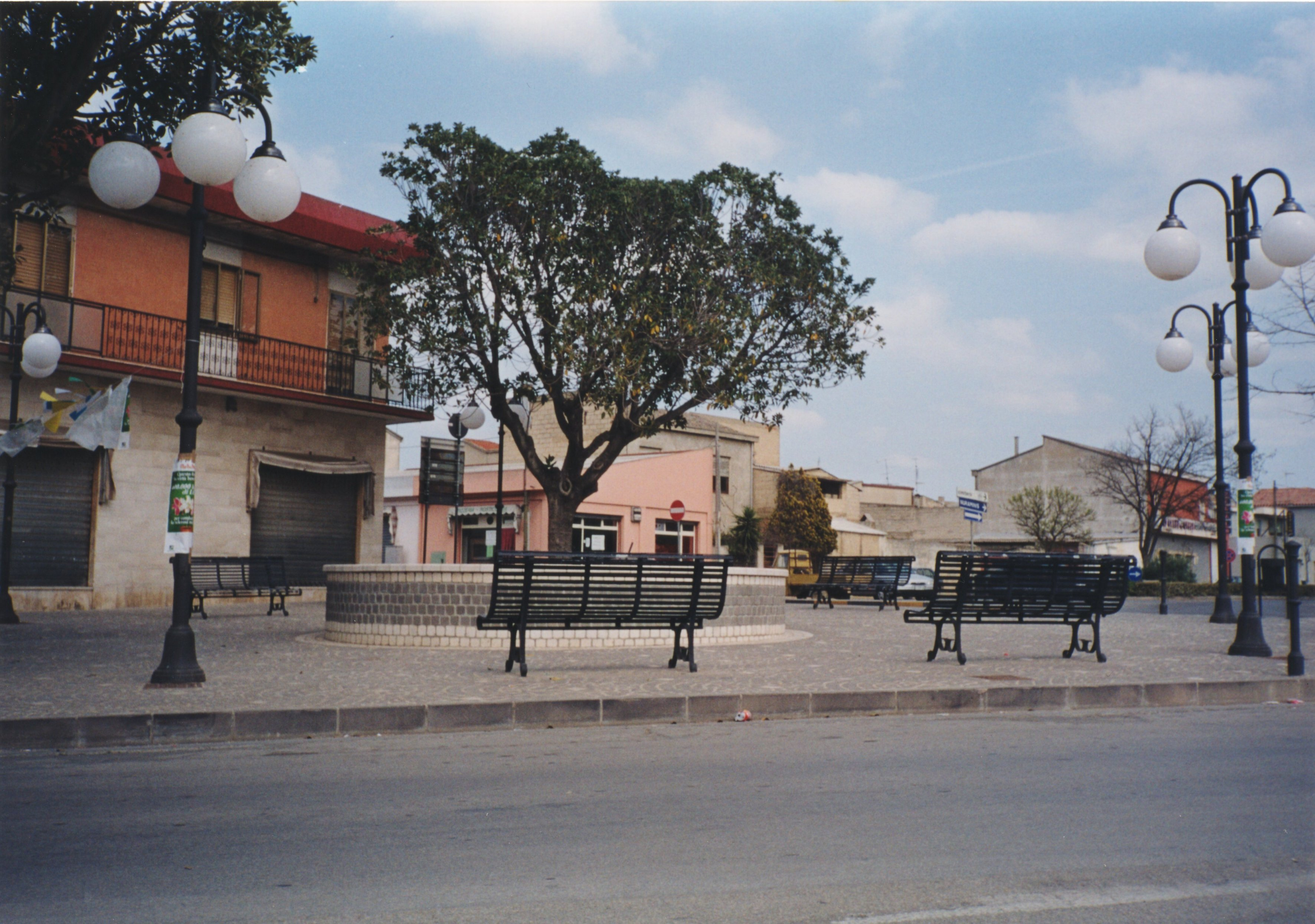
Plaza Matteotti.